# Colisée Vidéotron
Colisée Vidéotron, engelska: Videotron Coliseum, är en inomhusarena som ligger i Trois-Rivières, Québec i Kanada. Den har en publikkapacitet på 4 390 åskådare. Inomhusarenan började byggas den 4 juni 2018 och invigdes den 12 september 2021. Colisée Vidéotron ägs av staden Trois-Rivières. Den används primärt som hemmaarena till ishockeylaget Lions de Trois-Rivières i ECHL.